# Alejandro Arango y Escandón
Alejandro Arango y Escandón   (Puebla de Zaragoza, 10 de juliol de 1821 - Ciutat de Mèxic, 28 de febrer de 1883) va ser un advocat, poeta, traductor i acadèmic mexicà.

## Biografia
Els seus pares van ser Alexandre Maria Arango i Guadalupe Escandón. Quan tenia deu anys va ser enviat a Madrid, Espanya, per continuar la seva educació al Reial Col·legi d'Humanitats. També va estudiar a París. En tornar a Mèxic el 1837 va seguir la carrera de Dret al Seminari Conciliar. Va ser deixeble de José Manuel de la Peña y Peña i de José Bernardo Couto. Va rebre el seu títol d'advocat el 1844. Va ser poliglota, tenia coneixements d'hebreu, grec, llatí, italià, anglès, francès, alemany i espanyol. En 1851 es va casar amb na Leocadia Molinos del Campo.
Des de molt jove va demostrar les seves grans aficions literàries, i el nom va arribar a ser molt celebrat. Va ser membre del Tribunal Suprem de Justícia, president de l'ajuntament de la ciutat de Mèxic secretari de l'assemblea que va triar Maximilià per a emperador de Mèxic i va formar part de la Junta de notables convocada per Forey, en què va combatre la proposició de Bazaine i Castelnau encaminada a obtenir l'abdicació de Maximilià abans de la retirada de l'exèrcit francès.
A l'adveniment de la República va estar pres durant tres mesos, se li van confiscar part dels seus béns i se'l va desterrar a l'estranger, si bé a l'any se li va aixecar la pena. Al diari La Cruz va publicar el seu important va estudiar sobre Fra Luis de León, publicant després en un volum amb el títol de Ensayo histórico sobre fray Luis de León (1866), y que va donar motiu que fos elegit individu de les acadèmies de la Història i de la Llengua, doncs aquell llibre és un model de llenguatge.
A més d'un tom d'inspirades poesies titulat Versos i de les traduccions de la Conjuración de los Pazi, de Alfieri, es citan com a notables entre les seves obres una Gramática hebrea, un Prólogo al Oficio Parvo de la Virgen María, que José Mariano Lara publicà en vuit idiomes diferents el 1870, i altres diverses produccions.